# Quiévrechain
Quiévrechain és un municipi francès, situat a la regió dels Alts de França, al departament del Nord. L'any 2006 tenia 5.750 habitants. Limita al nord amb Crespin, a l'est amb Quiévrain, al sud amb Rombies-et-Marchipont i a l'oest amb Quarouble.

## Demografia
| 1962                                       | 1968  | 1975  | 1982  | 1990  | 1999  | 2006  |
| ------------------------------------------ | ----- | ----- | ----- | ----- | ----- | ----- |
| 6.332                                      | 7.102 | 7.269 | 7.186 | 6.456 | 6.059 | 5.750 |
| Des de 1962: població sense dobles comptes |       |       |       |       |       |       |

## Administració
| Període | Identitat       | Partit |
| ------- | --------------- | ------ |
| 1977-   | Michel Lefebvre | PCF    |

## Personatges il·lustres
- José Samyn, ciclista